# Nora Heysen

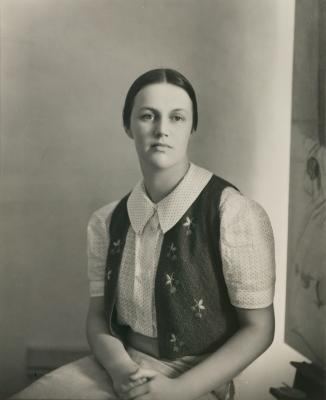
Nora Heysen fotografiert von Harold Cazneaux, 1939

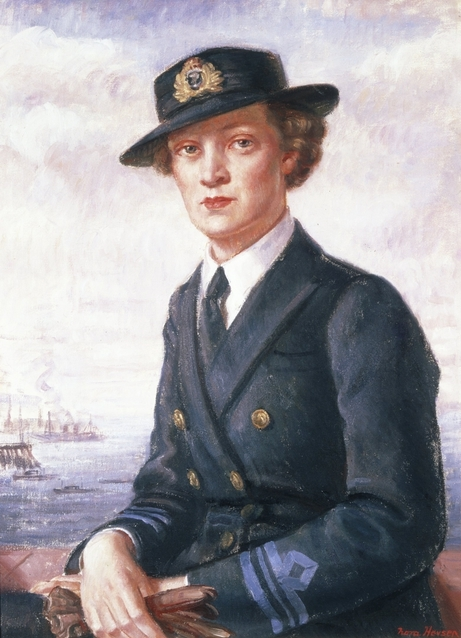
Heysens Gemälde von Sheila McClemans, 1943

Nora Heysen, AM (* 11. Januar 1911 in Hahndorf, South Australia; † 30. Dezember 2003 in Sydney, Australien) war eine australische Malerin, die 1938 als erste Frau den Archibald Prize für Porträtmalerei erhielt und als erste australische Frau zur offiziellen Kriegskünstlerin ernannt wurde.

## Leben und Werk
Heysen wurde als viertes der acht Kinder des Landschaftsmalers (später Sir) Hans Heysen und seiner Frau Selma Heysen (geb. Bartels) geboren und wuchs in dem historischen Haus The Cedars in Hahndorf in den Adelaide Hills auf. Von 1926 bis 1930 studierte sie Kunst an der School of Fine Arts in Adelaide bei F. Millward Gray. 1930 verkaufte sie Gemälde an die Kunstgalerie von New South Wales und die Art Gallery of South Australia. Von 1930 bis 1933 studierte sie weiter zwei Tage in der Woche in der Schule und arbeitete den Rest der Zeit in ihrem eigenen Studio. 1931 besuchte sie mit ihren Eltern Sydney und studierte zwei Wochen an der Julian Ashton Art School. 1933 fand ihre erste Einzelausstellung in Sydney statt. 1934 reiste sie mit ihrer Familie nach London, wo sie von 1934 bis 1936 an der Central School of Art unter Bernard Meninsky, James Grant, Alfred Turner und John Skeaping studierte. Während ihres Aufenthalts in Europa reiste sie nach Paris und Italien und arbeitete 1936 mit dem südaustralischen Bildhauerin Everton Stokes in Dorset und studierte an der Byam Shaw School of Art bei Francis Ernest Jackson. Als sie nach Australien zurückkehrte, lebte sie kurz wieder in Adelaide und zog dann nach Sydney, wo sie Mitglied der Society of Artists wurde. 1938 wurde sie als erste Frau für das Porträt von Madame Elink Schuurman mit dem Archibald Prize ausgezeichnet.
Am 12. Oktober 1943 wurde sie als erste Frau zur australischen Kriegskünstlerin im Rang eines Kapitäns ernannt. Sie wurde beauftragt, die Kriegsanstrengungen der Frauen darzustellen. Während ihres Dienstes fertigte sie über 170 Kunstwerke an und wurde 1946 in Neuguinea aus dem Dienst entlassen. Anschließend lebte sie in Liverpool und London und kehrte 1948 nach Sydney zurück. 1953 heiratete sie den Tropenmediziner Robert Black, den sie während ihres Aufenthalts in Neuguinea kennengelernt hatte und ließ sich 1972 von ihm scheiden.
2003 wurde die Nora Heysen Foundation gegründet. Diese besitzt heute die größte Sammlung ihrer Arbeiten in Australien. Heysens Werke befinden sich in den Sammlungen der National Gallery of Australia, des Australian War Memorial, der National Library of Australia, der National Portrait Gallery (Canberra) und mehrerer staatlicher Galerien. Ihre erste retrospektive Ausstellung hatte sie 1984 in der Old Clarendon Gallery in Südaustralien, gefolgt von anderen 1989 in der National Trust SH Ervin Gallery in Sydney und 2000 in der National Library of Australia in Canberra. Eine große retrospektive Ausstellung der Arbeiten von Hans und Nora Heysen wurde von der National Gallery of Victoria von März bis Juli 2019 kuratiert.

## Auszeichnungen
- 1933: Melrose-Preis für Porträt
- 1938: Archibald Prize für ihr Porträt von Adine Michele Elink Schuurman
- 1993: Australia Council Award für Leistung in den Künsten
- 1998: Order of Australia (AM)

## Ausstellungen (Auswahl)
- 1930: Society of Artists, Sydney
- 1933: Royal South Australian Society of Arts Galleries, Adelaide
- 1952: Heysen Gallery, Hahndorf; Moreton Galleries, Brisbane
- 1957: John Martin's Gallery, Adelaide
- 1963: Hamilton Art Gallery, Millicent, South Australia
- 1967: North Adelaide Galleries
- 1984: Old Clarendon Gallery, South Australia
- 1986: Bertouch Galleries, Newcastle
- 1987: David Jones' Art Gallery, Sydney
- 1989: S.H. Ervin Gallery, Sydney; Carrick Hill, Adelaide